# Heimyscus fumosus
Heimyscus fumosus — вид гризунів родини мишевих (Muridae). Це єдиний вид в роду Heimyscus. Він походить з Центральної Африки: Камерун, Центральноафриканська Республіка, Республіка Конго, Демократична Республіка Конго, Екваторіальна Гвінея та Габон.

## Морфологічна характеристика
Це дрібний гризун з довжиною голови й тулуба від 81 до 105 мм, довжиною хвоста від 88 до 108 мм, довжиною стопи від 21 до 23 мм, довжиною вух від 15 до 19 мм і вагою до 28 грамів. Шерсть м'яка. Спина сірувато-бура з червонуватими відблисками, а черевні частини білуваті. Очі дуже малі, а вуха довгі. Вуса білі і надають морді сірий вигляд. Задня частина ніг покрита короткими білими волосками. Хвіст приблизно такий же довгий, як голова й тулуб і здається безшерстим. Лапи довгі та вузькі. На підошвах є шість маленьких подушечок.

## Поведінка
Це суто наземний вид. Будує в землі нори з двома виходами або ховається серед оголених коренів дерев. Гнізда будує із сухого листя. Він харчується як членистоногими, такими як таргани, багатоніжки, жуки, терміти та багатоногі молюски, так і насінням і м'якушем плодів.